# Fiat Ecobasic
La Fiat Ecobasic è una concept car ecologica costruita dalla casa automobilistica italiana FIAT nel 2000, in 10 esemplari.

## Contesto
Il prototipo avrebbe dovuto essere svelato dalla casa torinese nel dicembre 1999 al Motorshow di Bologna, ma fu poi deciso di posticiparne la presentazione al salone dell'automobile di Ginevra nel marzo 2000. La Ecobasic possiede delle caratteristiche all'avanguardia per l'epoca, tra cui la struttura in alluminio.

## Caratteristiche
La Ecobasic è stata omologata secondo gli standard Euro NCAP; inoltre i materiali che ne ricoprono la struttura sono tutti riciclabili. Il disegno della concept è stato attentamente studiato in galleria del vento, vantando infatti un coefficiente di resistenza aerodinamica di soli 0,28.
L'interno della Ecobasic è molto semplice, ma allo stesso tempo funzionale e originale come si confà a una city car: la plancia è ridotta all'essenziale, i sedili sia anteriori che posteriori sono molto comodi, e lo spazio per i passeggeri equivale all'88% del totale.

## Meccanica
Il motore con cui è equipaggiata la concept è un 1.2 turbodiesel 16v da 61 CV dotato di tecnologia common rail; la vettura raggiunge una velocità massima di 160 km/h autolimitata, accelerando da 0 a 100 km/h in 13 secondi. Il cambio è automatico a 5 rapporti. L'Ecobasic ha un consumo dichiarato di 2,8l/100 km.